# Pallamano Trieste 1998-1999
Questa pagina raccoglie i dati riguardanti la Pallamano Trieste nelle competizioni ufficiali della stagione 1998-1999.

## Rosa

### Giocatori
| N° | Naz.                          | Ruolo | Sportivo                | Anno | Alt. | Peso |
| -- | ----------------------------- | ----- | ----------------------- | ---- | ---- | ---- |
| 1  | Italia (bandiera)             | P     | Markus Niederwieser     | 1969 |      |      |
| 12 | Italia (bandiera)             | P     | Zoran Srebrnic          | 1975 |      |      |
| 16 | Italia (bandiera)             | P     | Ivan Mestriner          | 1970 |      |      |
| 4  | Italia (bandiera)             | PV    | Giorgio Oveglia         | 1963 |      |      |
| 5  | Romania (bandiera)            | T     | Sorin Sarandan          | 1969 |      |      |
| 6  | Rep. Ceca (bandiera)          | PV    | Stefan Pavel            | 1973 |      |      |
| 8  | Italia (bandiera)             | PV    | Claudio Schina          | 1961 |      |      |
| 9  | Italia (bandiera)             | A     | Alessandro Fusina       | 1971 |      |      |
| 10 | Italia (bandiera)             | A     | Michele Guerrazzi       | 1971 |      |      |
| 11 | Italia (bandiera)             | T     | Antonio Pastorelli      | 1971 |      |      |
| 14 | Italia (bandiera)             | T     | Alessandro Tarafino     | 1971 |      |      |
| 15 | Italia (bandiera)             | A     | Marco Lo Duca           | 1971 |      |      |
| 18 | Italia (bandiera)             | T     | Massimiliano Martinelli | 1978 |      |      |
| 20 | Macedonia del Nord (bandiera) | T     | Dusan Novokmet          | 1970 |      |      |
|    | Italia (bandiera)             | A     | Claudio Kavrecich       | 1963 |      |      |
|    | Italia (bandiera)             | T     | Boris Popovic           | 1975 |      |      |

### Staff
- Allenatore:  Nikola Adzic
- Allenatore in seconda:  Piero Sivini
- Preparatore atletico:  Paolo Paoli
- Massaggiatore:  Enzo Gianlorenzi

## Risultati

### Serie A1

#### Stagione regolare

##### Girone d'andata
| Trieste 12 settembre 1998 | Trieste | 27 – 16 | Ortigia |  |

| Cologne 16 settembre 1998 | Cologne | 18 – 26 | Trieste |  |

| Trieste 19 settembre 1998 | Trieste | 34 – 22 | Bologna 1969 |  |

| Modena 3 ottobre 1998 | Modena | 21 – 23 | Trieste |  |

| Trieste 10 ottobre 1998 | Trieste | 27 – 18 | Haenna |  |

| Trieste 17 ottobre 1998 | Trieste | 31 – 22 | Teramo |  |

| Rubiera 31 ottobre 1998 | Rubiera | 20 – 22 | Trieste |  |

| Trieste 7 novembre 1998 | Trieste | 28 – 22 | Conversano |  |

| Mordano 14 novembre 1998 | Mordano | 23 – 26 | Trieste |  |

| Trieste 21 novembre 1998 | Trieste | 26 – 25 | Prato |  |

| Bologna 5 dicembre 1998 | Gymnasium Bologna | 27 – 28 | Trieste |  |

| Trieste 8 dicembre 1998 | Trieste | 19 – 18 | Brixen |  |

| Messina 12 dicembre 1998 | Messina | 11 – 20 | Trieste |  |

##### Girone di ritorno
| Siracusa 19 dicembre 1998 | Ortigia | 14 – 25 | Trieste |  |

| Trieste 6 gennaio 1999 | Trieste | 26 – 18 | Cologne |  |

| Bologna 9 gennaio 1999 | Bologna 1969 | 24 – 27 | Trieste |  |

| Trieste 16 gennaio 1999 | Trieste | 22 – 18 | Modena |  |

| Enna 23 gennaio 1999 | Haenna | 23 – 23 | Trieste |  |

| Teramo 30 gennaio 1999 | Teramo | 23 – 25 | Trieste |  |

| Trieste 6 febbraio 1999 | Trieste | 19 – 18 | Rubiera |  |

| Conversano 13 febbraio 1999 | Conversano | 21 – 21 | Trieste |  |

| Trieste 20 febbraio 1999 | Trieste | 32 – 27 | Mordano |  |

| Prato 27 febbraio 1999 | Prato | 24 – 16 | Trieste |  |

| Trieste 6 marzo 1999 | Trieste | 27 – 26 | Gymnasium Bologna |  |

| Bressanone 10 marzo 1999 | Brixen | 18 – 15 | Trieste |  |

| Trieste 13 marzo 1999 | Trieste | 23 – 21 | Messina |  |

#### Playoff

##### Quarti di finale
| Squadra 1     | Squadra 2 | Andata                | Ritorno                | Totale  |
| ------------- | --------- | --------------------- | ---------------------- | ------- |
| Junior Fasano | Trieste   | Fasano, 17 marzo 1999 | Trieste, 20 marzo 1999 | 36 - 65 |
| Junior Fasano | Trieste   | 17 - 33               | 19 - 32                | 36 - 65 |

##### Semifinali
| Squadra 1 | Squadra 2 | Gara 1                 | Gara 2                    | Gara 3                 |
| --------- | --------- | ---------------------- | ------------------------- | ---------------------- |
| Trieste   | Brixen    | Trieste, 24 marzo 1999 | Bressanone, 27 marzo 1999 | Trieste, 30 marzo 1999 |
| Trieste   | Brixen    | 21 - 18                | 20 - 24                   | 19 - 18                |

##### Finale
| Squadra 1 | Squadra 2 | Gara 1               | Gara 2                  | Gara 3                |
| --------- | --------- | -------------------- | ----------------------- | --------------------- |
| Prato     | Trieste   | Prato, 3 aprile 1999 | Trieste, 10 aprile 1999 | Prato, 13 aprile 1999 |
| Prato     | Trieste   | 27 - 21              | 22 - 23                 | 22 - 16               |

### Coppa Italia

#### Secondo turno
| Casalgrande 4 settembre 1998 | Imola | 9 – 37 | Trieste |  |

| Casalgrande 4 settembre 1998 | Casalgrande | 19 – 33 | Trieste |  |

| Casalgrande 5 settembre 1998 | Trieste | 30 – 25 | Gymnasium Bologna |  |

#### Quarti di finale
| Squadra 1  | Squadra 2 | Andata     | Ritorno | Totale  |
| ---------- | --------- | ---------- | ------- | ------- |
| Conversano | Trieste   | Conversano | Trieste | 43 - 49 |
| Conversano | Trieste   | 18 - 21    | 25 - 28 | 43 - 49 |

#### Semifinali
| Squadra 1 | Squadra 2 | Andata  | Ritorno | Totale  |
| --------- | --------- | ------- | ------- | ------- |
| Modena    | Trieste   | Modena  | Trieste | 42 - 46 |
| Modena    | Trieste   | 18 - 22 | 24 - 24 | 42 - 46 |

#### Finale
| Squadra 1 | Squadra 2 | Andata  | Ritorno | Totale  |
| --------- | --------- | ------- | ------- | ------- |
| Trieste   | Prato     | Trieste | Prato   | 46 - 44 |
| Trieste   | Prato     | 29 - 20 | 17 - 24 | 46 - 44 |

### EHF Cup

#### Sedicesimi di finale
| Squadra 1         | Squadra 2      | Andata  | Ritorno    | Totale  |
| ----------------- | -------------- | ------- | ---------- | ------- |
| Pallamano Trieste | SKP Bratislava | Trieste | Bratislava | 54 - 44 |
| Pallamano Trieste | SKP Bratislava | 33- 26  | 21- 18     | 54 - 44 |

#### Ottavi di finale
| Squadra 1      | Squadra 2         | Andata     | Ritorno | Totale  |
| -------------- | ----------------- | ---------- | ------- | ------- |
| Sandefjord TIF | Pallamano Trieste | Sandefjord | Trieste | 47 - 44 |
| Sandefjord TIF | Pallamano Trieste | 26- 19     | 21- 25  | 47 - 44 |

## Classifiche

### Serie A1
|  | Pos. | Squadra           | Pt | G  | V  | N | S  | GF  | GS  | D    | Note                                         |
|  | ---- | ----------------- | -- | -- | -- | - | -- | --- | --- | ---- | -------------------------------------------- |
|  | 1.   | Prato             | 46 | 26 | 23 | 0 | 3  | 751 | 558 | +193 | Qualificato alla Champions League 1999-2000  |
|  | 2.   | Trieste           | 46 | 26 | 22 | 2 | 2  | 638 | 539 | +99  | Qualificato alla Coppa delle Coppe 1999-2000 |
|  | 3.   | Brixen            | 41 | 26 | 19 | 3 | 4  | 621 | 500 | +121 | Qualificato alla City Cup 1999-2000          |
|  | 4.   | Rubiera           | 40 | 26 | 19 | 2 | 5  | 660 | 562 | +98  | Qualificato alla EHF Cup 1999-2000           |
|  | 5.   | Haenna            | 25 | 26 | 10 | 5 | 11 | 632 | 657 | -250 |                                              |
|  | 6.   | Modena            | 24 | 26 | 9  | 6 | 11 | 606 | 586 | +20  |                                              |
|  | 7.   | Bologna 1969      | 21 | 26 | 10 | 1 | 15 | 635 | 635 | 0    |                                              |
|  | 8.   | Conversano        | 21 | 26 | 9  | 3 | 14 | 597 | 671 | -74  |                                              |
|  | 9.   | Mordano           | 20 | 26 | 8  | 4 | 14 | 586 | 655 | -69  |                                              |
|  | 10.  | Messina           | 20 | 26 | 6  | 8 | 12 | 504 | 575 | -71  |                                              |
|  | 11.  | Ortigia           | 19 | 26 | 8  | 3 | 15 | 543 | 587 | -44  |                                              |
|  | 12.  | Gymnasium Bologna | 19 | 26 | 9  | 1 | 16 | 665 | 683 | -18  |                                              |
|  | 13.  | Teramo            | 19 | 26 | 7  | 5 | 14 | 610 | 671 | -71  | Retrocesso in Serie A2 1999-2000             |
|  | 14.  | Cologne           | 3  | 26 | 0  | 3 | 23 | 547 | 716 | -169 | Retrocesso in Serie A2 1999-2000             |

### Coppa Italia

#### Secondo turno

##### Girone A
|  | Pos. | Squadra           | Pt | G | V | N | P | GF  | GS  | DR  |
|  | ---- | ----------------- | -- | - | - | - | - | --- | --- | --- |
|  | 1.   | Trieste           | 6  | 3 | 3 | 0 | 0 | 100 | 53  | +47 |
|  | 2.   | Gymnasium Bologna | 4  | 3 | 2 | 0 | 1 | 86  | 73  | +13 |
|  | 3.   | Casalgrande       | 2  | 3 | 1 | 0 | 2 | 84  | 84  | 0   |
|  | 4.   | Imola             | 0  | 3 | 0 | 0 | 3 | 40  | 100 | -60 |

## Statistiche

### Individuali

#### Classifica marcatori
| N. | Giocatore               | Reti |
| -- | ----------------------- | ---- |
| 20 | Dusan Novokmet          | 139  |
| 14 | Alessandro Tarafino     | 98   |
| 9  | Alessandro Fusina       | 91   |
| 11 | Antonio Pastorelli      | 65   |
| 15 | Marco Lo Duca           | 57   |
| 6  | Stefan Pavel            | 52   |
| 10 | Michele Guerrazzi       | 50   |
| 8  | Claudio Schina          | 28   |
|    | Boris Popovic           | 24   |
| 18 | Massimiliano Martinelli | 14   |
|    | Claudio Kavercich       | 11   |
| 4  | Giorgio Oveglia         | 7    |